# Dara-ye Suf-e Payin
Dara-ye Suf-e Payin (persiska: دره‌صوف پایین, "Nedre Dara-ye Suf"), är ett distrikt i Afghanistan. Det ligger i provinsen Samangan, i den norra delen av landet, 230 kilometer nordväst om huvudstaden Kabul.
Distriktet beräknades år 2022 ha cirka 84 000 invånare.